# Novembre 1814

## Événements
- 1er novembre :

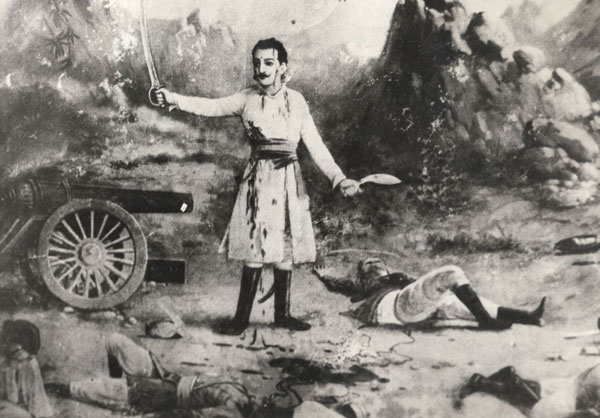
: guerre anglo-népalaise.

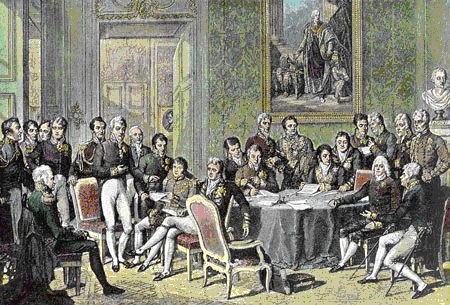
: congrès de Vienne

  - Début de la guerre britannico-gurkha au Népal à la suite du massacre d’une petite garnison britannique par les Gurkhas le 29 mai (fin en 1816)[1]. Les Britanniques sont défaits sur un terrain montagneux peu propice aux mouvements de troupes.
  - Ouverture solennelle du congrès de Vienne[2].

- 7 - 9 novembre, Guerre de 1812, dans le Sud des États-Unis : les Américains s'emparent de Pensacola (Floride) après une bataille contre les Britanniques et les Espagnols.

- 18 novembre, France : loi imposant le repos dominical[3]

- 23 novembre : Elbridge Gerry, vice-président des États-Unis d'Amérique, meurt durant son mandat d'un malaise cardiaque. Le poste reste vacant jusqu'à la fin du terme de James Madison.

- 25 novembre : traité britannico-persan définitif conclu à Téhéran sur la base des négociations de sir Harford Jones (en)[4], alliance défensive et d’assistance mutuelle qui garantit une aide substantielle aux Perses pour leurs dépenses de guerre.

## Naissances
- 6 novembre : Adolphe Sax, facteur d'instrument de musique belge († 7 février 1894).
- 15 novembre : John William Douglas (mort en 1905), entomologiste britannique.
- 21 novembre : Thomas Mayo Brewer (mort en 1880), naturaliste américain.
- 25 novembre : Julius Robert von Mayer (mort en 1878), médecin et physicien allemand.
- 30 novembre : Eugène Rouher, avocat et homme politique français († 1884).